# Municipio de Genaro Codina
El municipio de Genaro Codina es uno de los 58 municipios del estado mexicano de Zacatecas. Su cabecera es la localidad de Genaro Codina.

## Toponimia
El nombre del municipio y de la localidad cabecera le fueron impuestos por decreto 217 del 31 de diciembre de 1957, en honor a compositor Genaro Codina, autor de la Marcha Zacatecas. Con anterioridad y desde su creación, tenía el nombre de San José de la Isla.

## Geografía
Este municipio se localiza en la parte sur del estado.
La localidad de Genaro Codina, cabecera del municipio, se encuentra en la ubicación 22°29′14″N 102°27′18″O / 22.48722, -102.45500, a una altura aproximada de 2170 m s. n. m.
Según la clasificación climática de Köppen el clima de Genaro Codina corresponde a la categoría BSk, (semiárido frío o estepario).

### Carreteras principales
- Carretera Federal 45D

### Municipios adyacentes
- Municipio de Guadalupe – norte
- Municipio de Ojocaliente – noreste
- Municipio de Cuauhtémoc – este
- Municipio de Rincón de Romos, Aguascalientes – sureste
- Municipio de San José de Gracia, Aguascalientes – sur
- Municipio de Villanueva – oeste
- Municipio de Zacatecas – noroeste

## Demografía
La población total del municipio de Genaro Codina es de 8168 habitantes, lo que representa un crecimiento promedio de 0.08% anual en el período 2010-2020 sobre la base de los 8104 habitantes registrados en el censo anterior. Al año 2020 la densidad del municipio era de 10,28 hab/km².
| Gráfica de evolución demográfica de Municipio de Genaro Codina entre 2000 y 2020 |
|                                                                                  |
| Fuente: Instituto Nacional de Estadística Geografía e Informática                |

En el año 2010 estaba clasificado como un municipio de grado bajo de vulnerabilidad social, con el 28.12% de su población en estado de pobreza extrema.
La población del municipio está mayoritariamente alfabetizada (8.64% de personas analfabetas al año 2010), con un grado de escolarización en torno a los 6.5 años. Sólo el 0.05% de la población se reconoce como indígena.
El 98.25% de la población profesa la religión católica. El 0.81% adhiere a las iglesias Protestantes, Evangélicas y Bíblicas.

## Localidades
Según el censo de 2010, la población del municipio se distribuía entre 55 localidades, de las cuales 50 eran pequeños núcleos de menos de 500 habitantes.
La evolución entre los censos de 2010 y 2020 fue:
| Localidad                              | Población 2010 | Población 2020 |
| Total Municipio                        | 8104           | 8168           |
| Colonia San Isidro                     | 800            | 1156           |
| El Laurel                              | 352            | 343            |
| El Tepetate                            | 442            | 421            |
| Genaro Codina (Cabecera municipal)     | 1,479          | 1428           |
| Ojo de Agua del Progreso (Ojo de Agua) | 315            | 311            |
| Paso de Méndez                         | 1010           | 1097           |
| Perales                                | 537            | 502            |
| Santa Inés                             | 725            | 762            |

## Economía
Según los datos relevados en 2010, 585 personas trabajaban en la industria de la construcción y 342 desarrollaban su actividad en el sector primario (agricultura, ganadería, aprovechamiento forestal, pesca y caza). El comercio minorista y la prestación de servicios generales eran la fuente de trabajo de 232 personas. Estos sectores concentraban prácticamente la mitad de la población económicamente activa del municipio, que ese año era de 2351 personas.
Según el número de unidades activas relevadas en 2019, los sectores más dinámicos son el comercio minorista, la elaboración de productos manufacturados y la prestación de servicios de alojamiento temporal y de preparación de alimentos y bebidas.

## Educación y salud
En 2010 el municipio contaba con escuelas preescolares, primarias, secundarias y una escuela de educación media (bachillerato). Contaba con 4 unidades destinadas a la atención de la salud, con un total de 6 personas como personal médico.

El 26.8% de la población, (2432 personas), no había completado la educación básica, carencia social conocida como rezago educativo. El 24.1%, (2188 personas), carecía de acceso a servicios de salud.